# Scutovertex pannonicus
Scutovertex pannonicus är en kvalsterart som beskrevs av Schuster 1958. Scutovertex pannonicus ingår i släktet Scutovertex och familjen Scutoverticidae. Inga underarter finns listade i Catalogue of Life.